# انقلابین
| تاریخ و زمان (به وقت ایران) انقلابین و اعتدالین روی زمین | تاریخ و زمان (به وقت ایران) انقلابین و اعتدالین روی زمین | تاریخ و زمان (به وقت ایران) انقلابین و اعتدالین روی زمین | تاریخ و زمان (به وقت ایران) انقلابین و اعتدالین روی زمین | تاریخ و زمان (به وقت ایران) انقلابین و اعتدالین روی زمین | تاریخ و زمان (به وقت ایران) انقلابین و اعتدالین روی زمین | تاریخ و زمان (به وقت ایران) انقلابین و اعتدالین روی زمین | تاریخ و زمان (به وقت ایران) انقلابین و اعتدالین روی زمین | تاریخ و زمان (به وقت ایران) انقلابین و اعتدالین روی زمین |
| زمان                                                     | اعتدال بهاری                                             | اعتدال بهاری                                             | انقلاب تابستانی                                          | انقلاب تابستانی                                          | اعتدال پاییزی                                            | اعتدال پاییزی                                            | انقلاب زمستانی                                           | انقلاب زمستانی                                           |
| ماه                                                      | اسفند/ فروردین                                           | اسفند/ فروردین                                           | خرداد/ تیر                                               | خرداد/ تیر                                               | شهریور/ مهر                                              | شهریور/ مهر                                              | آذر/ دی                                                  | آذر/ دی                                                  |
| سال                                                      |                                                          |                                                          |                                                          |                                                          |                                                          |                                                          |                                                          |                                                          |
| سال                                                      | روز                                                      | ساعت                                                     | روز                                                      | ساعت                                                     | روز                                                      | ساعت                                                     | روز                                                      | ساعت                                                     |
| -------------------------------------------------------- | -------------------------------------------------------- | -------------------------------------------------------- | -------------------------------------------------------- | -------------------------------------------------------- | -------------------------------------------------------- | -------------------------------------------------------- | -------------------------------------------------------- | -------------------------------------------------------- |
| ۱۴۰۰                                                     | ۳۰                                                       | ۱۳:۰۷                                                    | ۳۱                                                       | ۰۷:۰۲                                                    | ۳۱                                                       | ۲۲:۵۱                                                    | ۳۰                                                       | ۱۹:۲۹                                                    |
| ۱۴۰۱                                                     | ۲۹                                                       | ۱۹:۰۳                                                    | ۳۱                                                       | ۱۲:۴۴                                                    | ۱                                                        | ۰۴:۳۴                                                    | ۱                                                        | ۰۱:۱۸                                                    |
| ۱۴۰۲                                                     | ۱                                                        | ۰۰:۵۴                                                    | ۳۱                                                       | ۱۸:۲۸                                                    | ۱                                                        | ۱۰:۲۰                                                    | ۱                                                        | ۰۶:۵۷                                                    |
| ۱۴۰۳                                                     | ۱                                                        | ۰۶:۳۷                                                    | ۱                                                        | ۰۰:۲۱                                                    | ۱                                                        | ۱۶:۱۴                                                    | ۱                                                        | ۱۲:۵۰                                                    |
| ۱۴۰۴                                                     | ۳۰                                                       | ۱۲:۳۲                                                    | ۳۱                                                       | ۰۶:۱۲                                                    | ۳۱                                                       | ۲۱:۵۰                                                    | ۳۰                                                       | ۱۸:۳۳                                                    |
| ۱۴۰۵                                                     | ۲۹                                                       | ۱۷:۴۶                                                    | ۳۱                                                       | ۱۱:۵۵                                                    | ۱                                                        | ۰۳:۳۶                                                    | ۱                                                        | ۰۰:۲۰                                                    |

| ساعت | ۰۰:۰۷ | ۱۸:۰۳ | ۰۹:۴۴ | ۰۶:۱۳ |

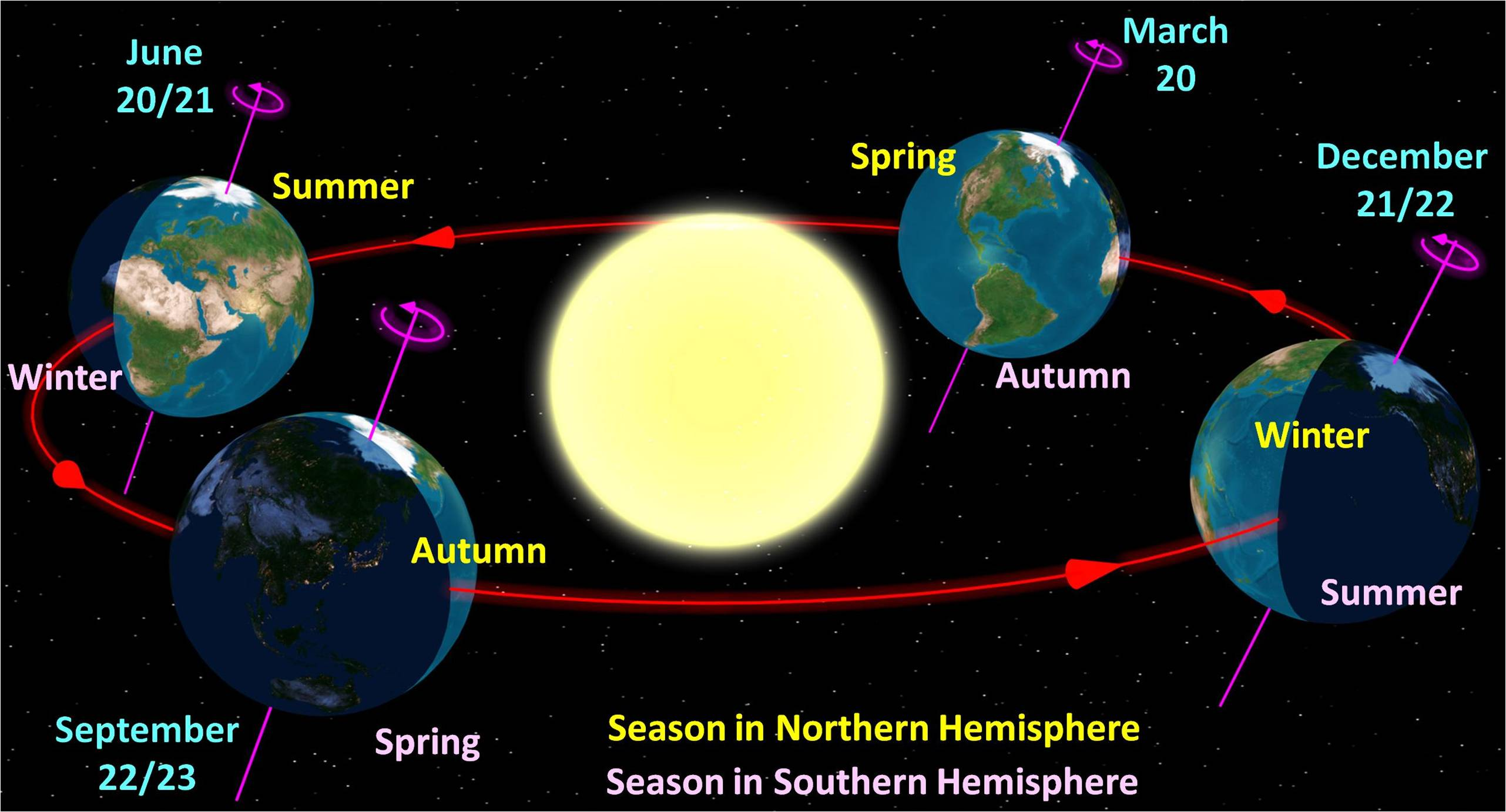
نمودار فصل‌ها، زمین سمت چپ، زمان انقلاب تابستانی

انقلابین یا خوریستان (به انگلیسی: Solstice) در اخترشناسی، دو نقطهٔ دگرگشت زمستانی و تابستانی روی دائرةالبروج است که در بیشترین فاصلهٔ زاویه‌ای از استوای آسمان قرار دارد. به زمانی که خورشید به این نقاط در آسمان برسد نیز انقلابین گفته می‌شود.

## انقلاب تابستانی
انقلاب تابستانی، طولانی‌ترین روز در نیمکره شمالی است.
روز اول تیرماه قطب شمال بیش از هر زمان دیگر (به اندازه ۲۳٫۵ درجه) بسوی خورشید متمایل است و نور خورشید فقط به برخی از سرزمینهای نیمکره شمالی عمود می‌تابد. این روز طولانی‌ترین روز در نیمکره شمالی است و به آن انقلاب تابستانی می‌گویند. ساکنان نیمکره شمالی انقلاب تابستانی را در بلندترین روز سال (اول تیرماه) تجربه خواهند کرد.
وقتی خورشید به این نقطه می‌رسد بیشترین زاویه با افق را دارا می‌باشد واین نشان دهنده آغاز فصل تابستان در نیمکره شمالی است. در این روز ساکنانی که در منطقه راس سرطان زندگی می‌کنند خورشید را دقیقاً در بالای سر خود می‌بینند.
در اوایل بهار طول شب و روز تقریباً برابر است و ولی به مرور زمان طول روز بیشتر می‌شود و در زمان انقلاب تابستانی که بلندترین روز سال است به بیشترین ساعات خود می‌رسد و با نزدیک شدن به فصل زمستان کم‌کم روزها کوتاه‌تر می‌شوند.

در نیم کره جنوبی شرایط دقیقاً متفاوت با نیم کره شمالی می‌باشد و با انقلاب تابستانی در نیم کره شمالی و آغاز تابستان ساکنان نیم کره جنوبی آغاز فصل زمستان (شب یلدا) را تجربه می‌کنند.

## انقلاب زمستانی
انقلاب زمستانی نام لحظه‌ای است که خورشید از دید ناظر زمینی در بیش‌ترین فاصله زاویه‌ای با صفحه استوا در آنسوی نیم‌کره ناظر قرار دارد.

## نگارخانه

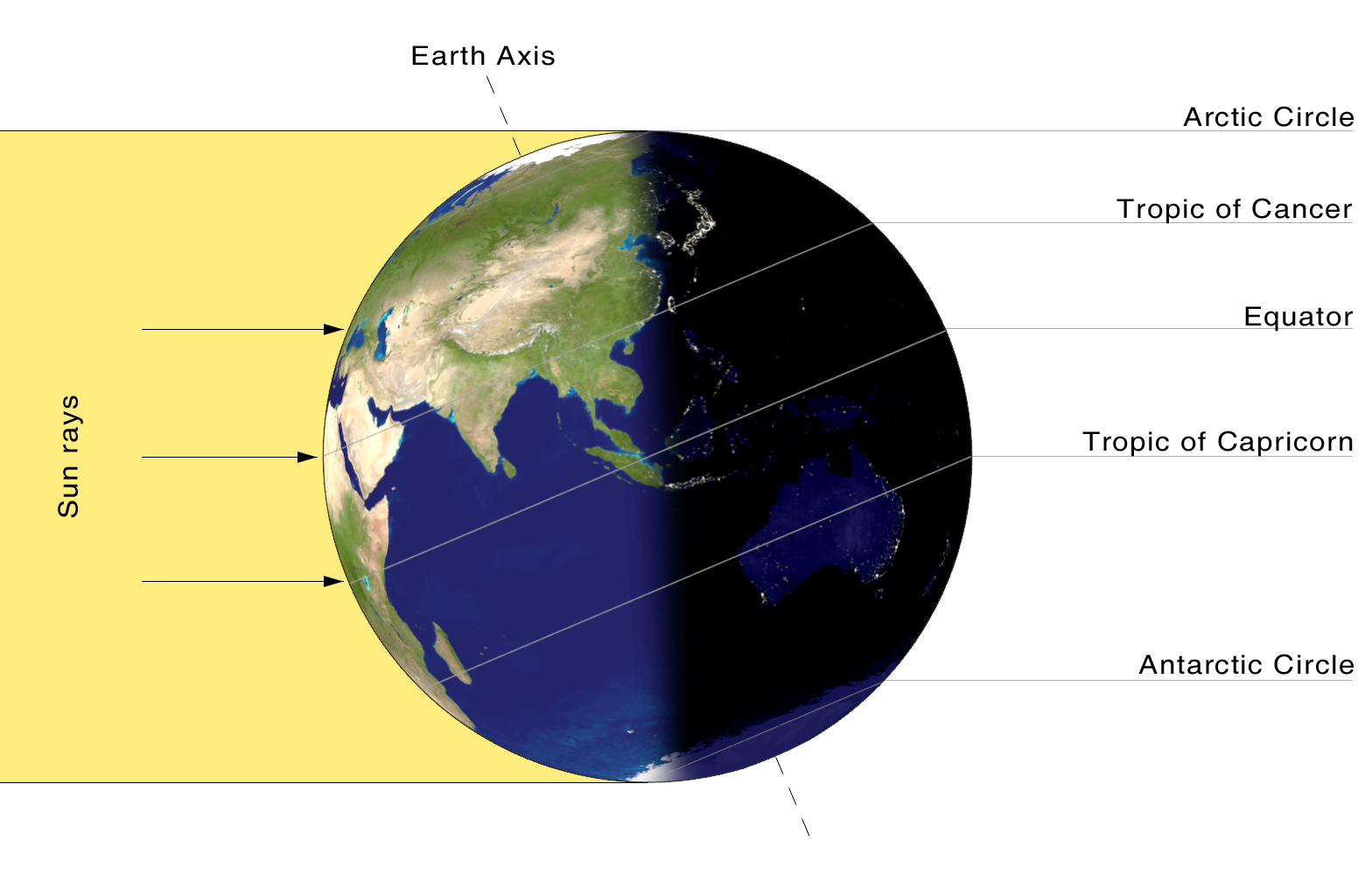
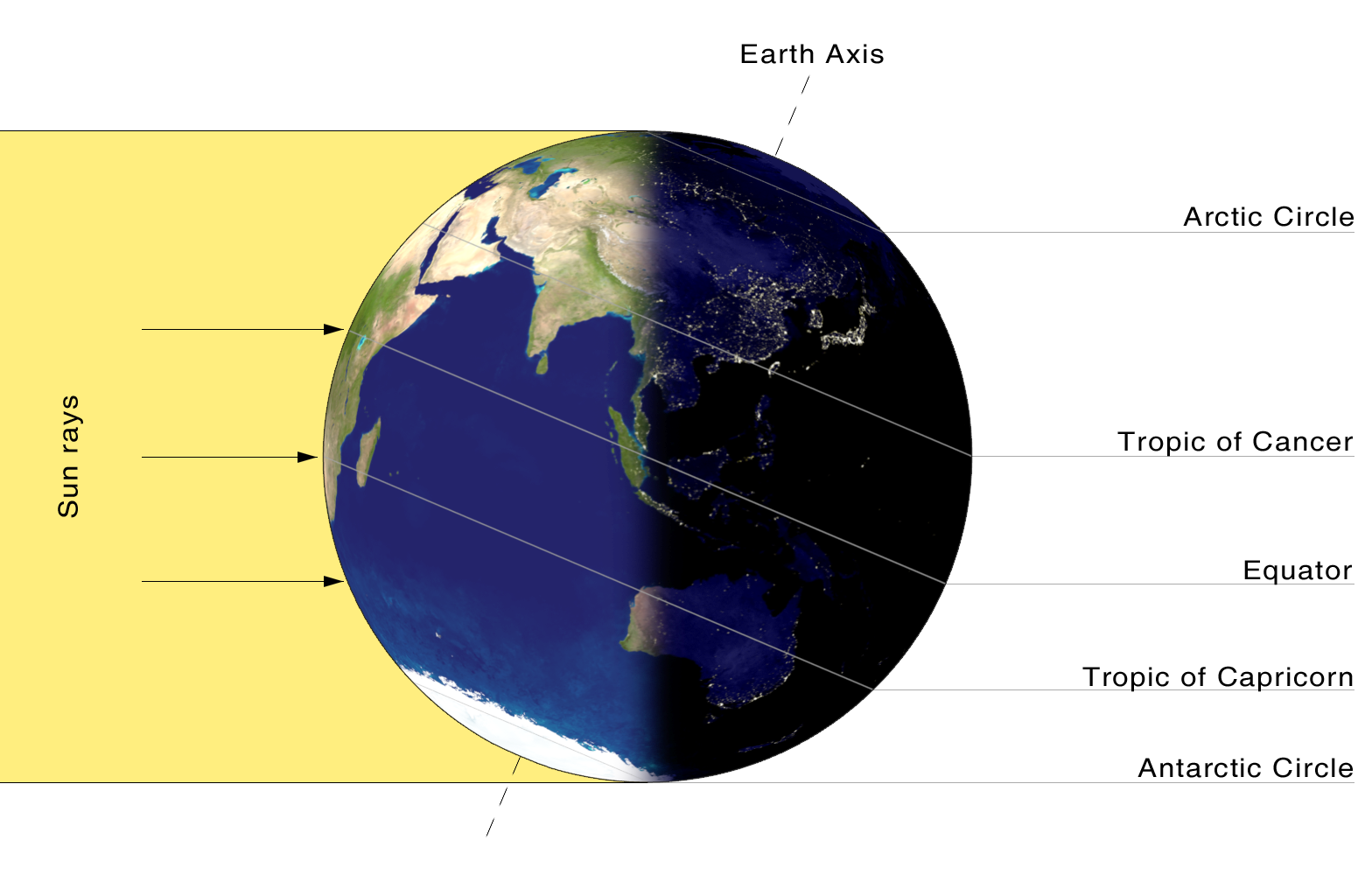
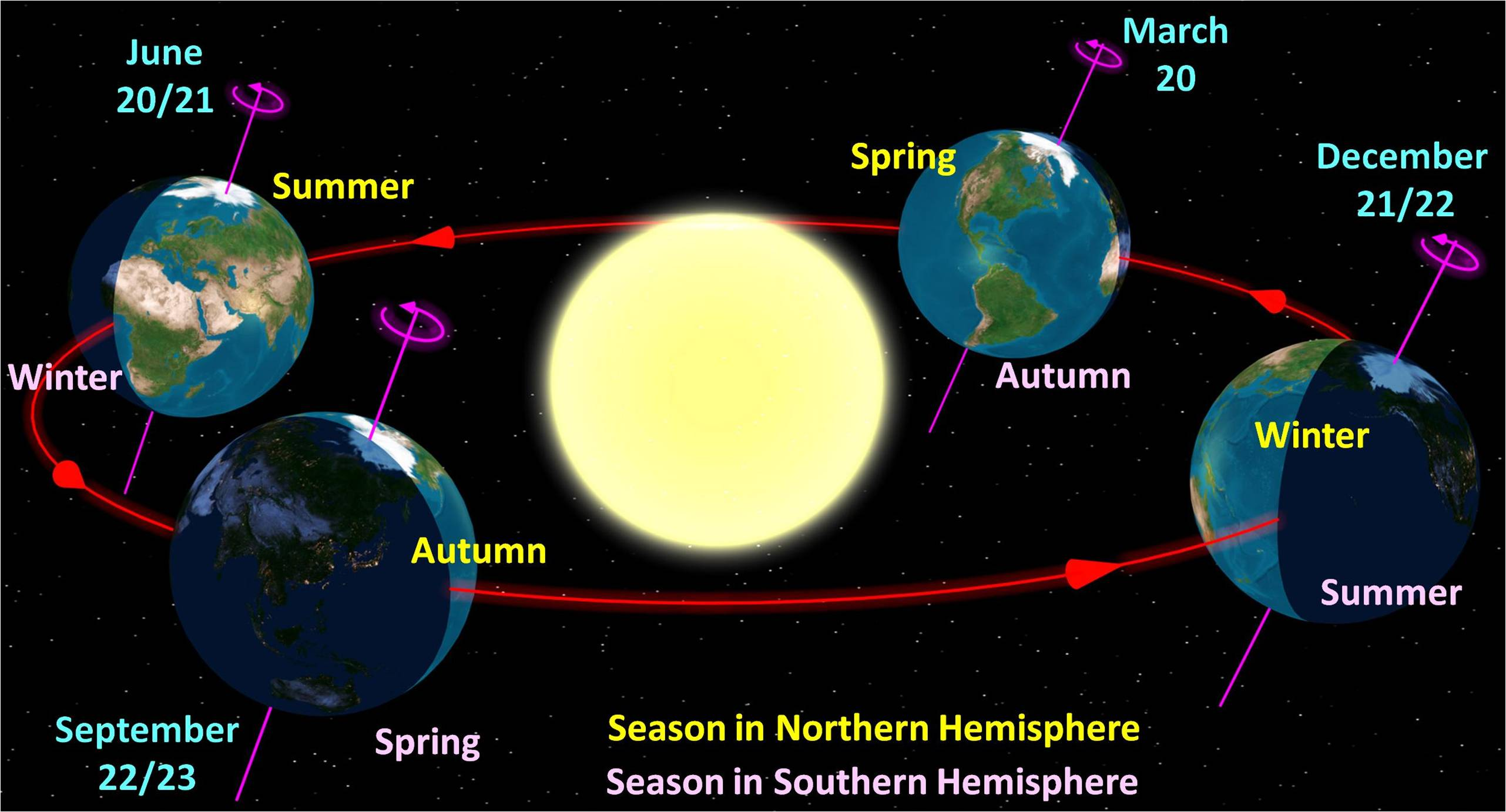
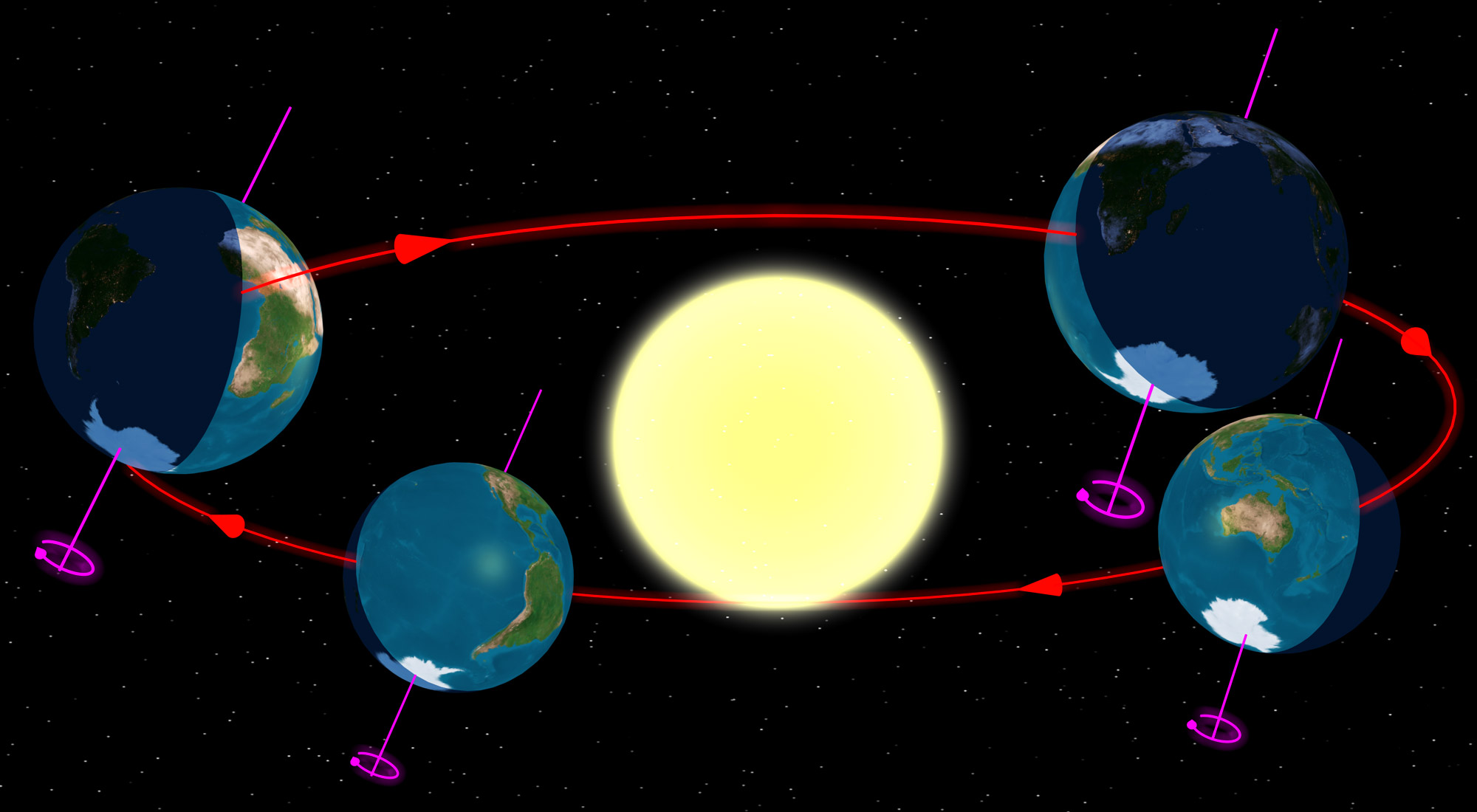